# Porumbel cu coadă cenușie
Porumbelul cu coadă cenușie (Columba junoniae) este o specie de pasăre din genul Columba din familia Columbidae. Este endemică pentru Insulele Canare, Spania, și trăiește în habitatul pădurii de lauri. Este animalul simbol al insulei La Gomera.